# 톈산구

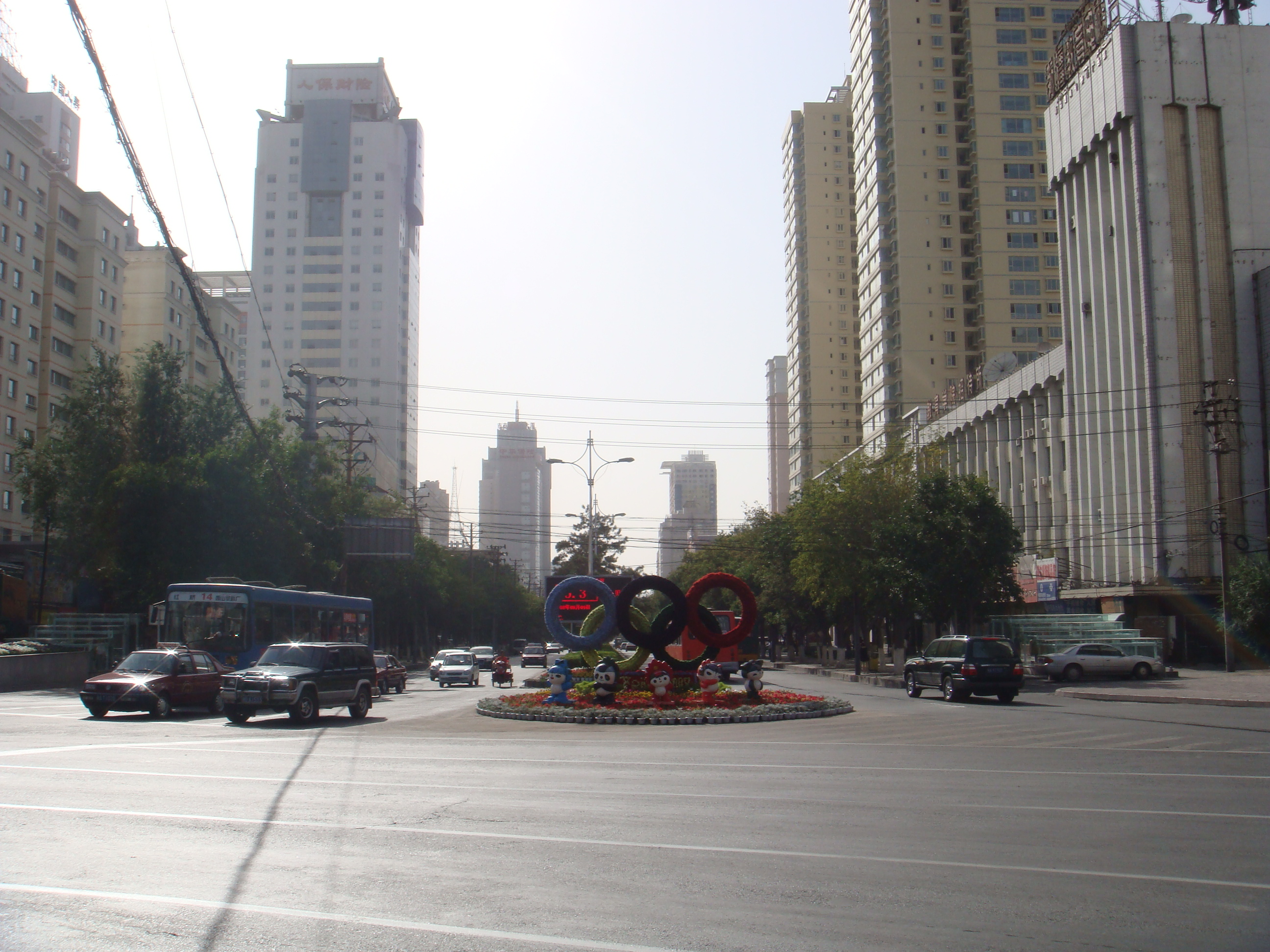

톈산구(위구르어: تىيانشان رايونى, 중국어: 天山区, 병음: Tiānshān Qū)는 신장 위구르 자치구 우루무치 시의 현급 행정구역이다. 넓이는 171km2이고, 인구는 2007년 기준으로 520,000명이다.

## 행정 구역
16개 가도를 관할한다.
- 가도변사소:燕儿窝街道、胜利路街道、团结路街道、解放南路街道、新华南路街道、和平路街道、、解放北路街道、幸福路街道、东门街道、新华北路街道、青年路街道、碱泉街道、延安路街道、红雁街道、南草滩街道、东泉路街道